# Баят, Нилофар
Нилофар Баят (перс. نیلوفر بیات‎, род. 1990, Кабул) — афганская юристка, баскетболистка на инвалидной коляске и активистка, нашедшая убежище в Испании.

## Ранний период жизни
Нилофар выросла в нетрадиционной семье, разрешавшей ей, женщине с инвалидностью, играть в баскетбол и изучать право в Кабуле. Когда ей было два года, ракета талибов попала в её дом в Кабуле, повредив ей спинной мозг, что полностью изменило её образ жизни.
Через два дня после того, как талибы вошли в Кабул в 2021 году, Баят решила покинуть страну, спасая свою жизнь. Она запустила клич о помощи через своих друзей-журналистов. Антонио Памплиега помог ей выбраться из Кабула, распространяя её историю в социальных сетях и лоббируя правительство Испании, чтобы оно предоставило пропуск для её эвакуации из Кабула вместе с мужем. 20 августа 2021 года пара вылетела в Испанию на самолёте испанских вооружённых сил вместе с сотней человек.
Нилофар вошла в список 100 женщин Би-би-си в 2021 году.